# St. Erasmus (Wernau)

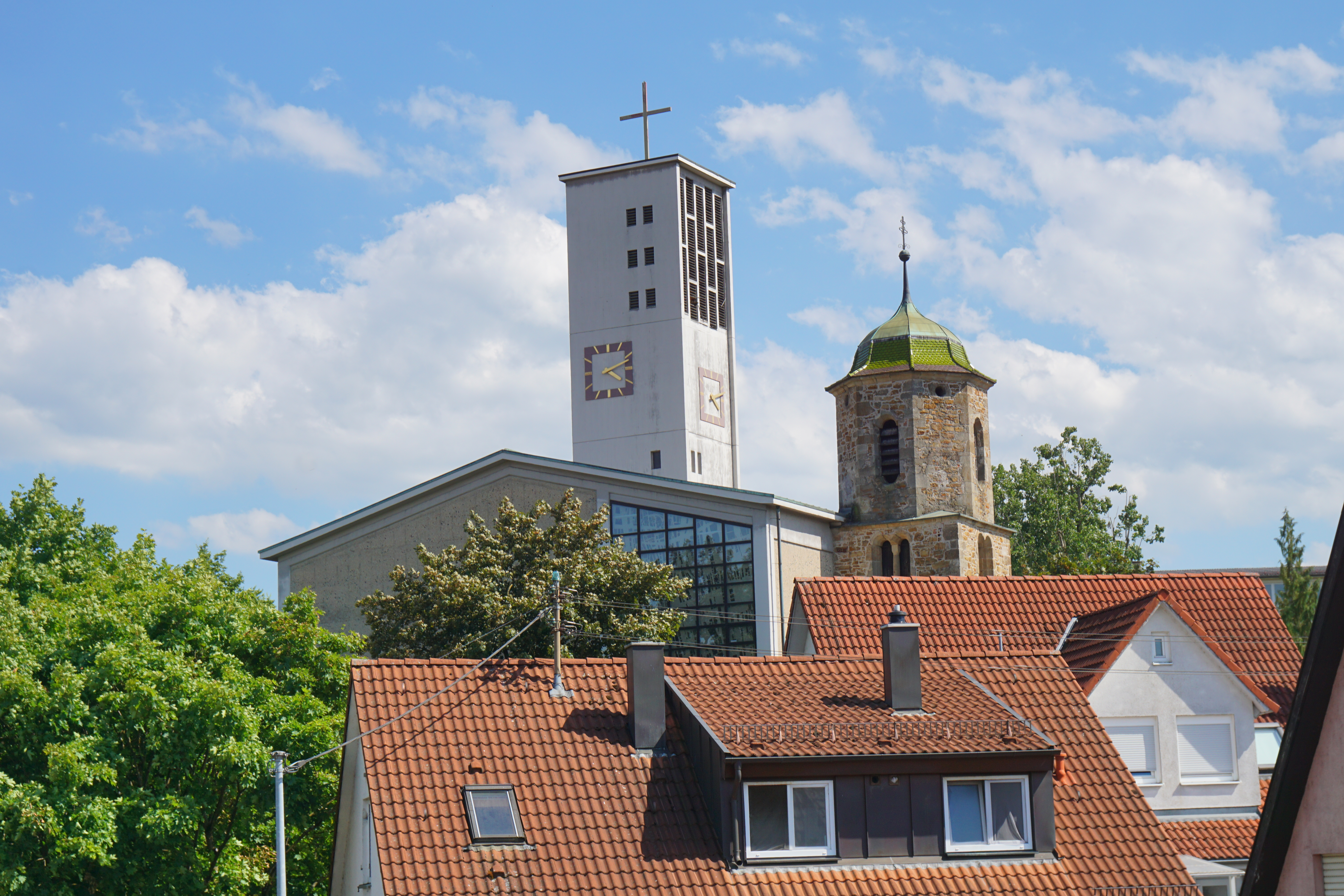
Pfarrkirche St. Erasmus von der Neckarbrücke aus gesehen

Die Pfarrkirche St. Erasmus ist die ehemalige Hauptkirche der römisch-katholischen Kirchengemeinde St. Erasmus im vormaligen Pfarrdorf Pfauhausen, heute Ortsteil von Wernau (Neckar) und ein wichtiges Wahrzeichen dieser Stadt.
Heute ist sie eine der beiden Pfarrkirchen der katholischen Gesamtkirchengemeinde Wernau.
Kirchenpatron ist der heilige Bischof und Märtyrer Erasmus von Antiochia, einer der vierzehn Nothelfer. Sie ist die einzige Erasmus-Pfarrkirche in ganz Württemberg und eine der wenigen im ehemaligen Bistum Konstanz. Das Erasmuspatrozinium der Kirche wird erstmalig 1428 erwähnt.

## Vorgängerbauten
Die Gründung der St. Erasmus-Kirche als Wehrkirche geht in das Hochmittelalter zurück. Sie erfolgte in unmittelbarer Nachbarschaft zur Burg des Ortsadels, die gegenüber auf dem benachbarten Hügel lag. Aus dieser Zeit hat sich der Turm mit seinen romanischen Stilelementen (Biforien) erhalten. Ihre Lage auf einem flachen Sporn zwischen Neckar und Bodenbach bot günstige Voraussetzungen für eine Wehranlage, von deren Mantelmauer nur die einst als Basis dienende Futtermauer stellvertretend erhalten geblieben ist. Diese stützte zum Graben der gegenüberliegenden Burg hin ab.

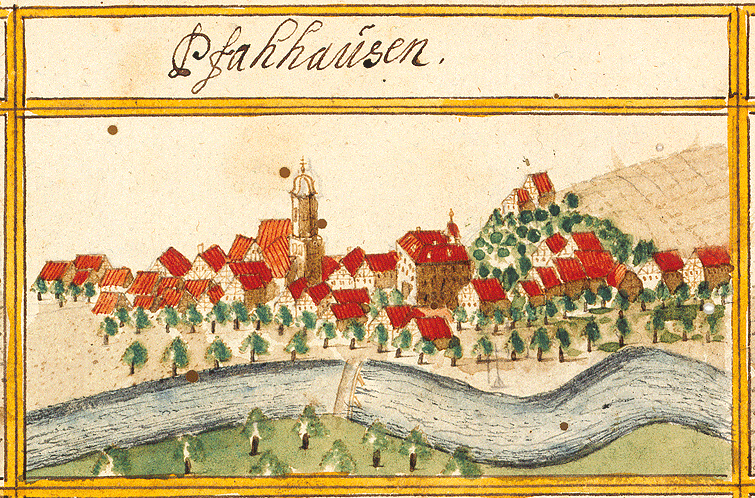
Alte Ansicht des Pfarrdorfes Pfauhausen von Andreas Kieser mit Kirche und Schloss der Herren von Wernau (1683)
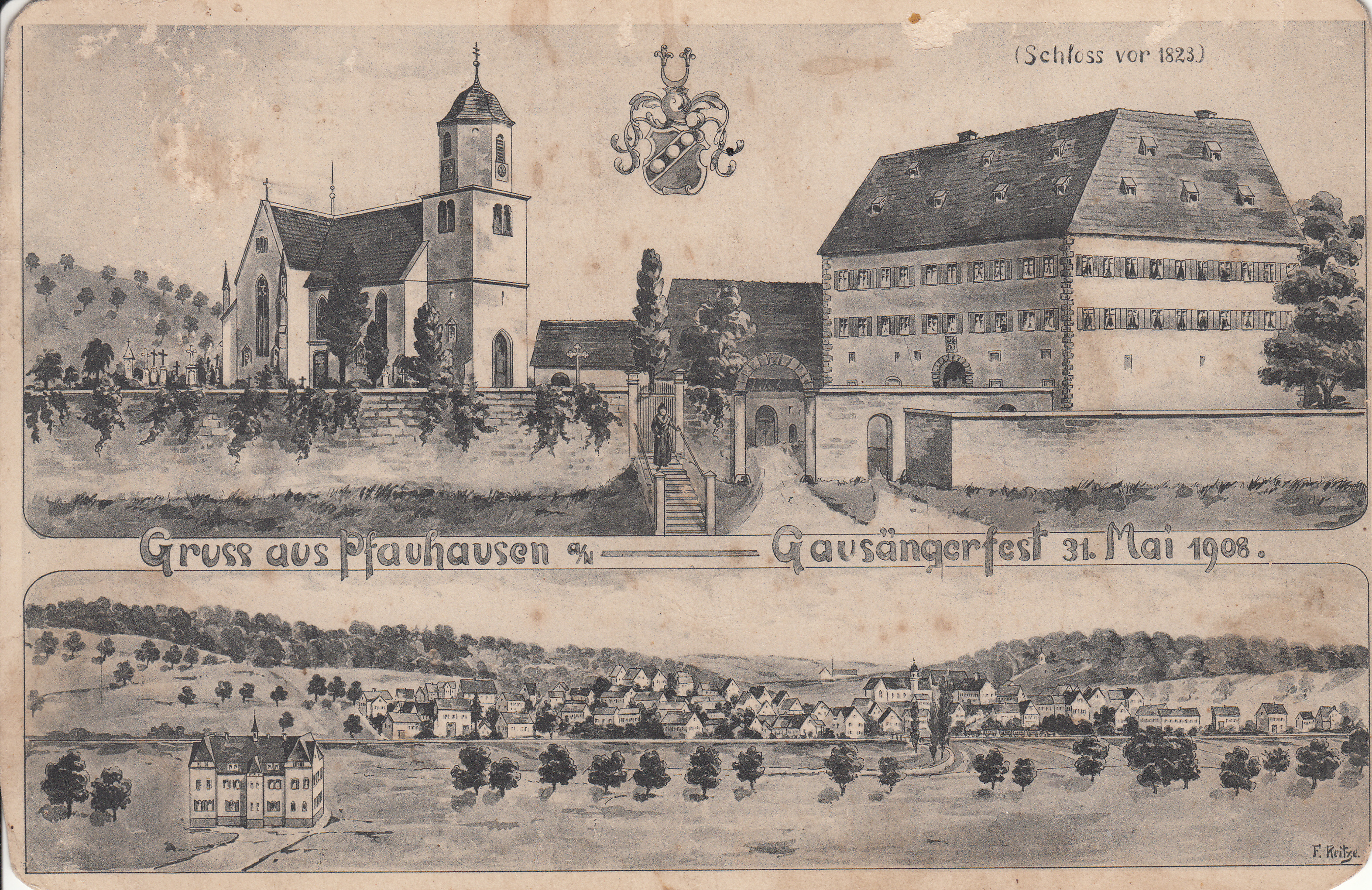
Postkarte von 1908 mit St. Erasmuskirche im Bauzustand nach der Erweiterung im Jahre 1882
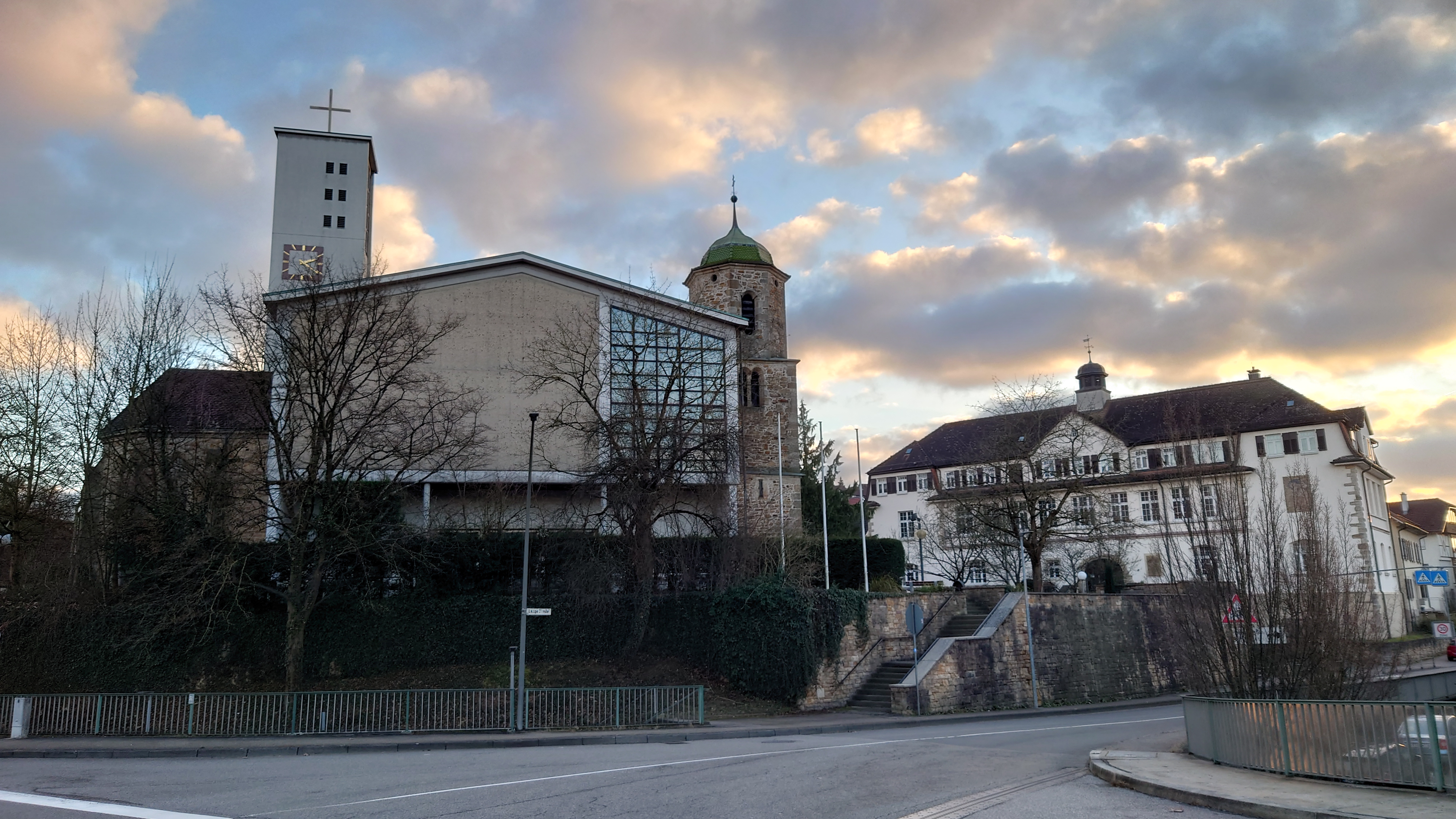
Ensemble Pfarrkirche St. Erasmus mit Schloss Pfauhausen (2025)
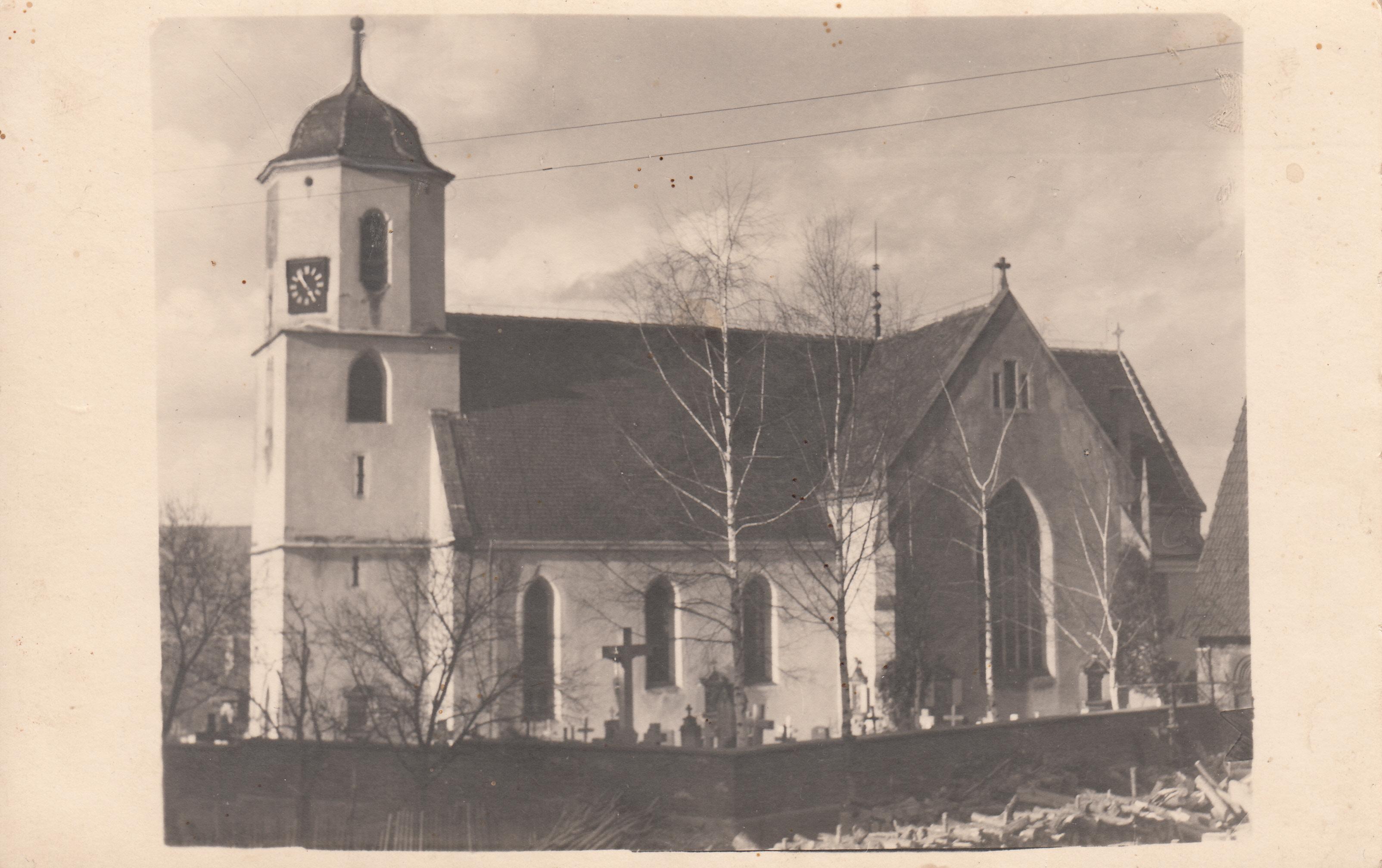
Bauzustand um 1930, alter Turm, romanisches Längsschiff, neugotisches Querschiff, gotischer Chor

## Pfarrei- und Baugeschichte

### Pfarrkirche Pfauhausen

#### Patronat der Hochschlitz von Hausen und Inkorporation in das Stift Heilig Kreuz
Die früheste Erwähnung der Pfarrei und damit der Pfarrkirche ist im Liber decimationis aus dem Jahre 1275 überliefert. Sie stand in enger Verbindung zum Ortsadel von Pfauhausen. So ist im Jahre 1306 ein Wolfram von Hochschlitz als Patronatsherr der Kirche zu Pfauhausen genannt. Ebenso diente das Gotteshaus als Grablege dieser Familie wie die Chronik aus dem Jahre 1494 berichtet, dass unter einem Stein einer von Hochschlitz begraben liege, „welches Wappen gar alt ist“. Bedeutendster Vertreter aus dieser Familie ist der Bischof von Augsburg Walther II. von Hochschlitz, der aus Pfauhausen stammte.
1363 wurde der Widumhof, der Kirchensatz und die Kirche von einem Kuno von Münchingen an das Kollegiatstift Heilig Kreuz (Stuttgart) verkauft, dem es schließlich im Jahre 1421 durch Bischof Otto von Hachberg inkorporiert wurde.

#### Verkauf der Kirche mit Patronat an die Herren von Wernau (1486)
Im Jahre 1486 unter Propst Ludwig Vergenhans, einem der engsten Berater Graf Eberhards im Bart, veräußerte das Stift den Besitz um 1000 Pfund Heller an die Brüder Wilhelm, württembergischer Hofrichter und Hofmeister der Gattin Eberhards Barbara Gonzaga, und Ludwig d. Ä. aus dem Geschlecht derer von Wernau. Diese hatten bereits nach 1474 die gegenüberliegende Burg mit Dorf und allen Rechten erworben, so dass für die folgenden zwei Jahrhunderte die Geschichte von Kirche und Gemeinde eng mit dieser Familie verbunden war. Von letzterem, dem Bruder Fürstabts Pilgrims II. von Wernau und Vater Johannes I. von Wernau, berichtet die Chronik, „ward ... die Kürch zue Pfauhausen gebessert und zum Teil gemalt“. Aus dieser Zeit datiert die erhaltene spätgotische Mondsichelmadonna, die der Ulmer Schule zugeschrieben wird.
1591 berichtet der Chronist Valentin Salomon von Fulda, dass er „hinden an der Althar Tafeln acht knieender Manß- und Weibsbilder auf- und abgezeichnet“ habe. Mit den Herren von Wernau als Orts- und Patronatsherren der Kirche, die als kaisertreue Reichsritter beim katholischen Glauben blieben, ging die Reformation an Pfauhausen mit seiner Pfarrkirche ebenso wie an den anderen Besitzungen in Unterboihingen und am oberen Neckar vorüber.

#### Übergang durch Erbschaft an die Familie Rotenhan (1696)
Nach dem Tod des letzten männlichen Nachkommen, Johann Georgs von Wernau, im Jahre 1696 fiel der Ort mit Kirche und Schloss durch die Heirat seiner Nichte Maria Elisabeth von Wernau an Joachim Ignatius von Rotenhan. Dessen Sohn Karl Alexander von Rotenhan, fürstbischöflich bambergischer Oberhofmeister, beabsichtigte allerdings einen Verkauf der Güter am mittleren Neckar. Aus dieser Zeit stammt der noch erhaltene barocke Taufstein von 1766.

#### Verkauf an das Hochstift Speyer (1769)
So kaufte im Jahr 1769 der verwandte Fürstbischof Kardinal Franz von Hutten die katholischen Herrschaften Neuhausen und Pfauhausen, wodurch der Ort mitsamt der Kirche und Schlossanlage in den Besitz des Hochstifts Speyer gelangte.

#### Bistum Rottenburg Stuttgart im Königreich Württemberg (1821)
Nachdem Übergang des Ortes Pfauhausen an Württemberg durch einen Staatsvertrag mit Baden im Jahre 1806 gelangte die katholische Pfarrei in das 1821 neu gegründete Bistum Rottenburg-Stuttgart.

#### Erweiterung der Kirche und Ausgestaltung im neugotischen Stil (1882)
Im späten 19. Jahrhundert entstand unter Einbeziehung des Turms der ursprünglichen Wehrkirche aus romanischer Zeit und des gotischen Chores, mit dem die Kirche bei einem früheren Umbau (wohl vor 1472 unter Hans von Wernau) nach Osten erweitert worden war, eine neue Kirche, die im Wesentlichen im neugotischen Stil gestaltet wurde. Ein Gedenkstein am alten Turm erinnert an die Erweiterung und Renovierung „im Jahre des Heils 1882“.

### Neubau der Kirche unter Einbeziehung von Turm und Chor der Vorgängerkirche (1960–1963)
Die heutige Kirche wurde am 1. September 1963 von Bischof Carl Joseph Leiprecht geweiht. Sie wurde vom Architekt Josef Denzinger entworfen und unter Leitung von Architekt Alfons Denzinger erbaut. Turm und Chorraum der Vorgängerkirche wurden dabei unter Auflage des Landesamts für Denkmalpflege Baden-Württemberg in den Neubau integriert.
Im Bautypus einer Hallenkirche ist die Kirche in eine für die 60er Jahre typischen Beton-Skelettbauweise errichtet worden. Das Kirchenschiff, das quer zur geosteten alten Kirche eingefügt wurde, ist eine von farbigem Licht durchflutete hohe Halle, die Platz für 400 Personen bietet mit einem 32 m hohen Turm an der Südostseite und einem Chorraum mit Sakristei an der südwestlichen Ecke. Das Hauptportal an der Nordseite ermöglicht den Zugang zu Kirche, der ehemalige Hauptzugang erfolgte über das Westportal und die Vorhalle im Untergeschoss des alten Turms. In seiner Größe damals einzigartig war der Hochaltar aus Travertin, mit einem Gewicht von ca. 9,5 Tonnen.
in den Jahren 1990/91 erfolgten umfangreiche Planungen für eine Renovierung durch das Architekturbüro Perlia, Schliebitz und Schwarz aus Stuttgart. Durchgeführt wurde hiervon aber nur die Außensanierung und der Einbau der neuen Sakristei in den ehemaligen westlichen Seitenchor.

#### Umgestaltung des Innenraums (2006)
Bei der letzten Innenrenovierung im Jahre 2006 wurde der Altarraum durch das Architekturbüro von Gerold Reutter entsprechend den Vorgaben des Zweiten Vatikanischen Konzils umgestaltet. Die Weihe des neuen Altars erfolgte durch Weihbischof Johannes Kreidler am 1. Adventsonntag, den 3. Dezember 2006.

## Alter Turm
Im alten Turm sind drei Stilrichtungen harmonisch miteinander verbunden. Der untere Teil des romanischen Wehrturms besteht aus zwei Geschossen. Zur ebenen Erde erstreckt sich die sogenannte Turmhalle in Form eines eingewölbten Raumes. Die frühere Eingangstür zur alten Kirche mit dem gotischen Bogen wurde erst in späterer Zeit eingebaut. Das obere Stockwerk ist  jeweils auf der West- und Nordseite mit Biforien versehen. Deren Mittelsäulen tragen das für die Spätromanik typische Würfelkapitell. Auf der Südseite ist das entsprechende Fenster mit einem gotischen Spitzbogen ergänzt, die Mittelsäule existiert nicht mehr. Darunter weist der Turm in zwei Ebenen Schießscharten, letztlich in Form von Schlüsselloch-Scharten auf. Darauf wurde ein achteckiges spätgotisches Stockwerk als Glockenstuhl gesetzt. Krönender Abschluss ist eine barocke Glockenhaube aus dem 17. Jahrhundert, die das Patriarchenkreuz trägt.

### Kapelle im alten Turm
Am Fuß des Turmes, wo der frühere Eingang zur Pfarrkirche war, ist in der Vorhalle ein Ort des Gedenkens eingerichtet. Im ehemaligen gotischen Türbogen zur Kirche steht eine Pietà. An den Wänden rechts und links sind hölzerne Gedenktafeln für die Toten des Ersten und Zweiten Weltkrieges angebracht. Eine Besonderheit sind die schlichten Holztafeln mit den Namen der Gefallenen und Vermissten aus dem Zweiten Weltkrieg. Sie wurden von Gemeindemitgliedern während des Krieges in Laubsägearbeit gefertigt.

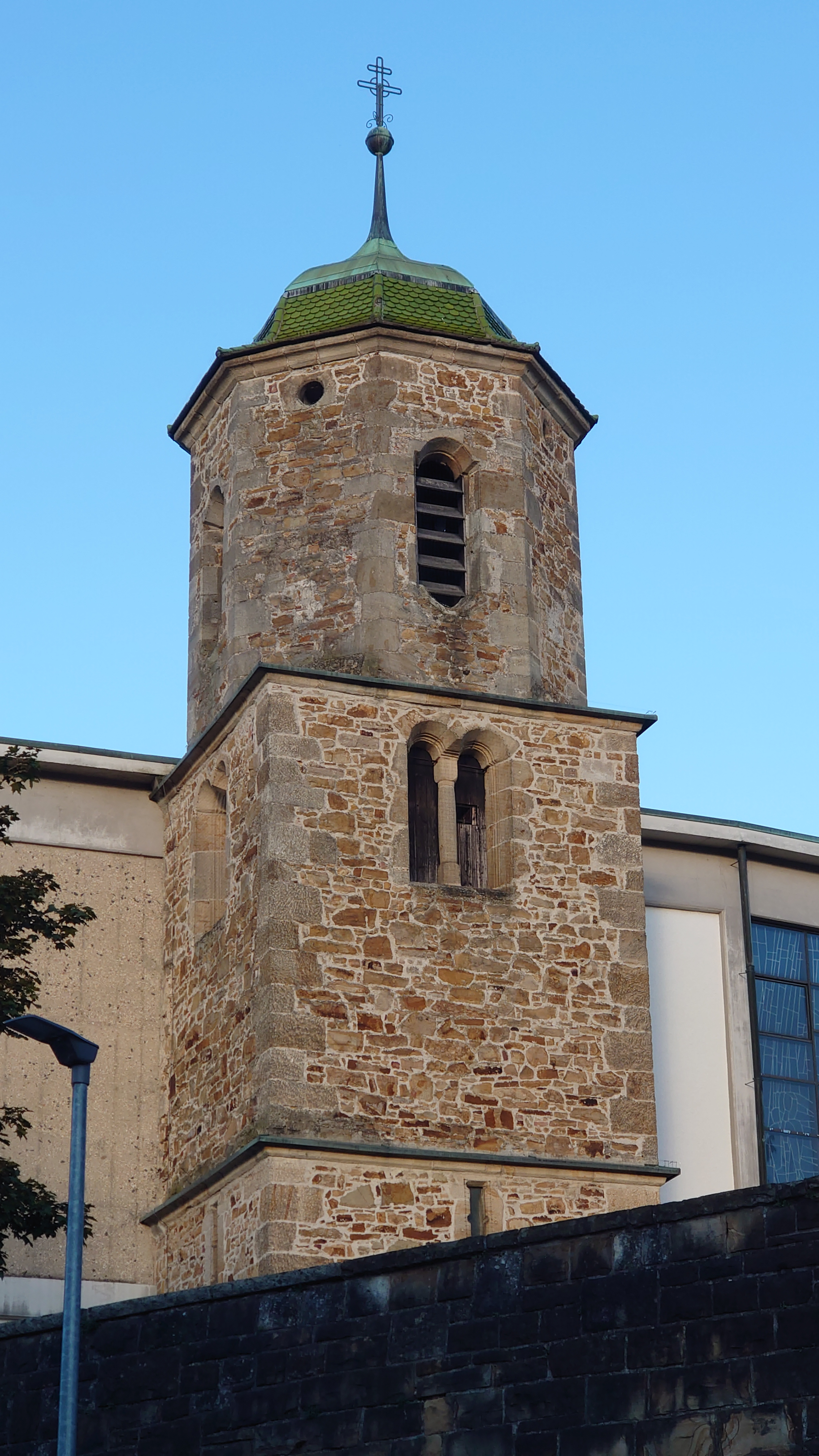
Alter Turm mit Stilelementen aus drei Epochen
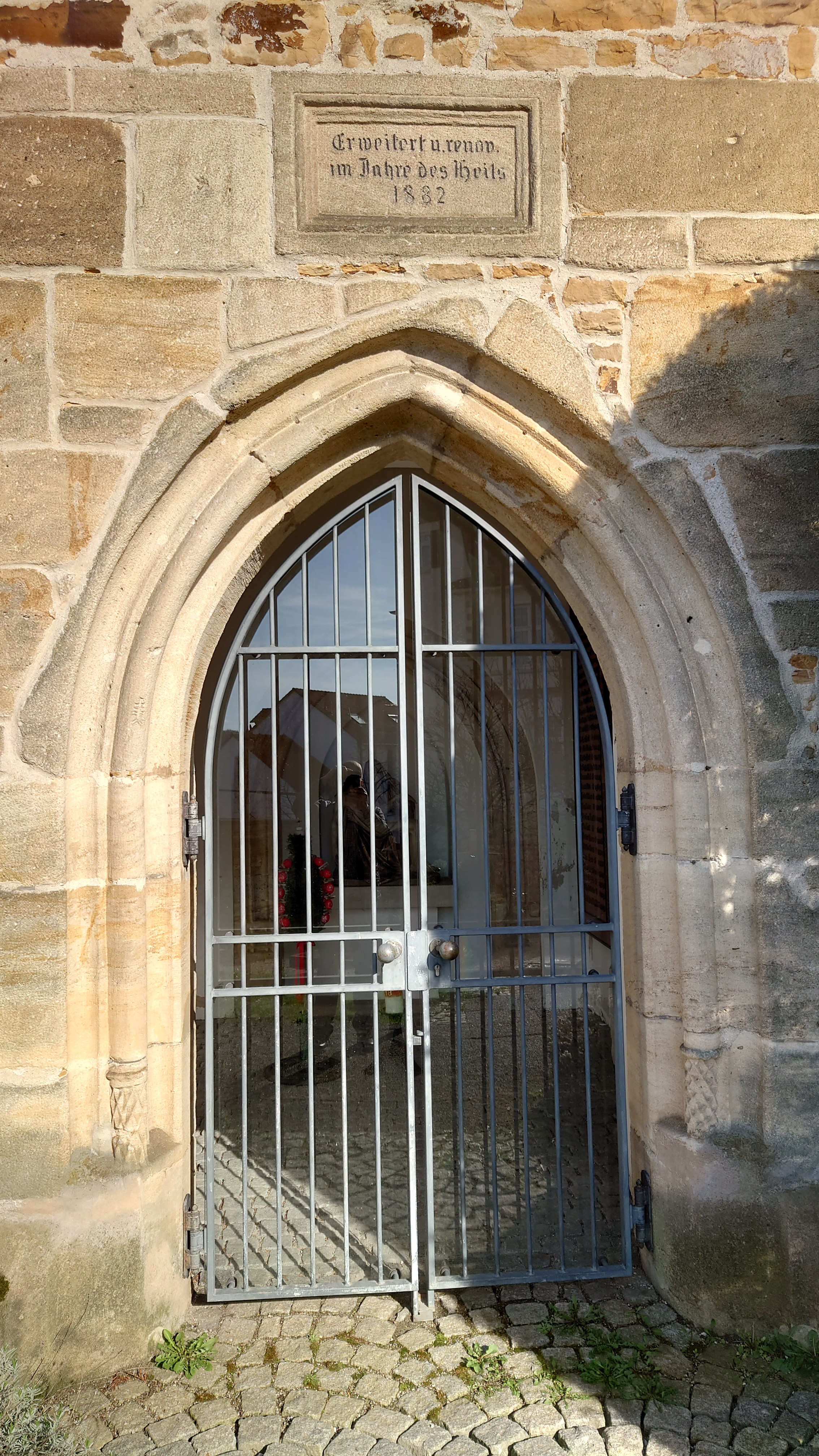
Eingang zur alten Kirche mit Gedenkstein von 1882
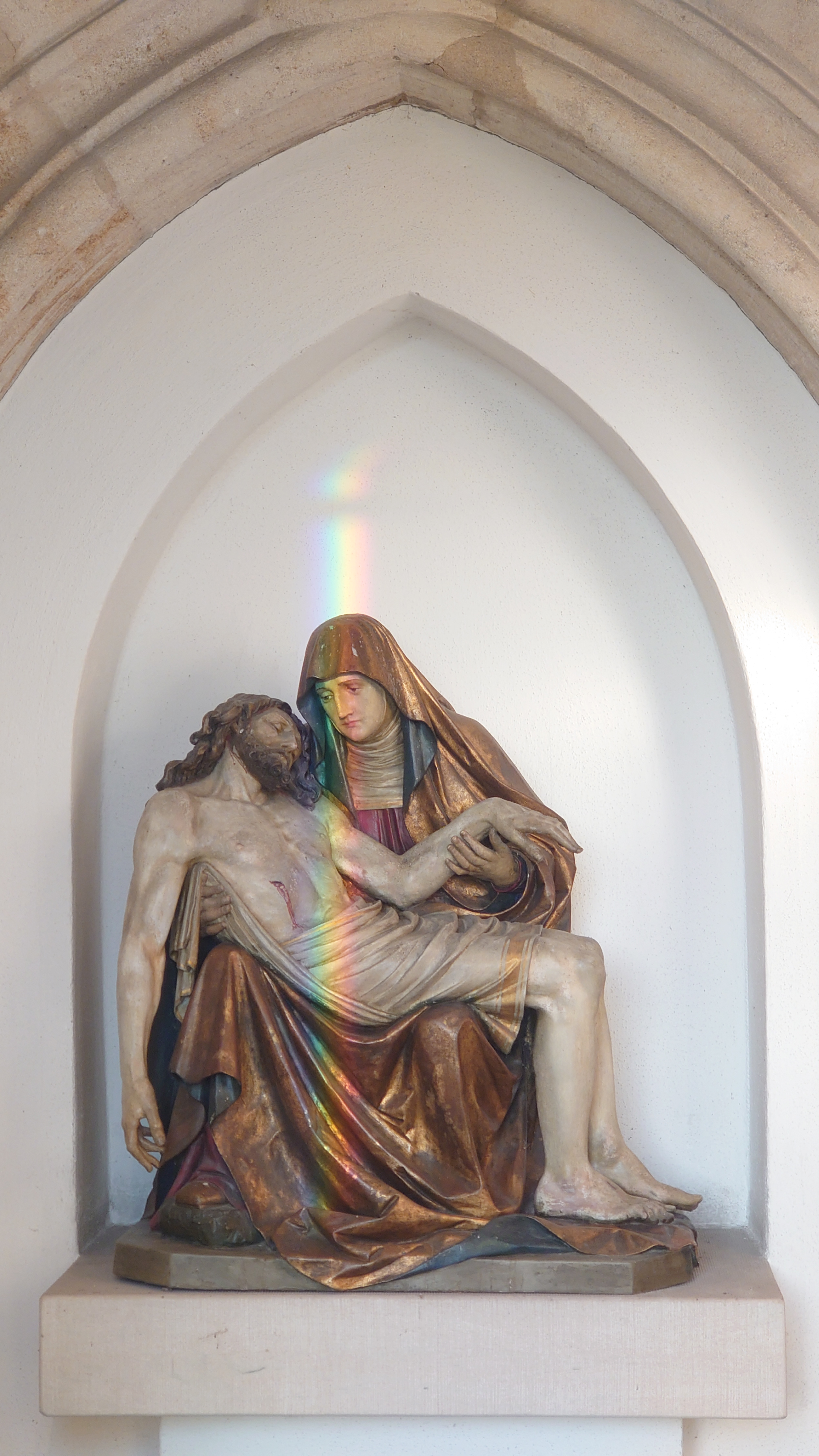
Pietà bei der Gefallenengedenkstätte
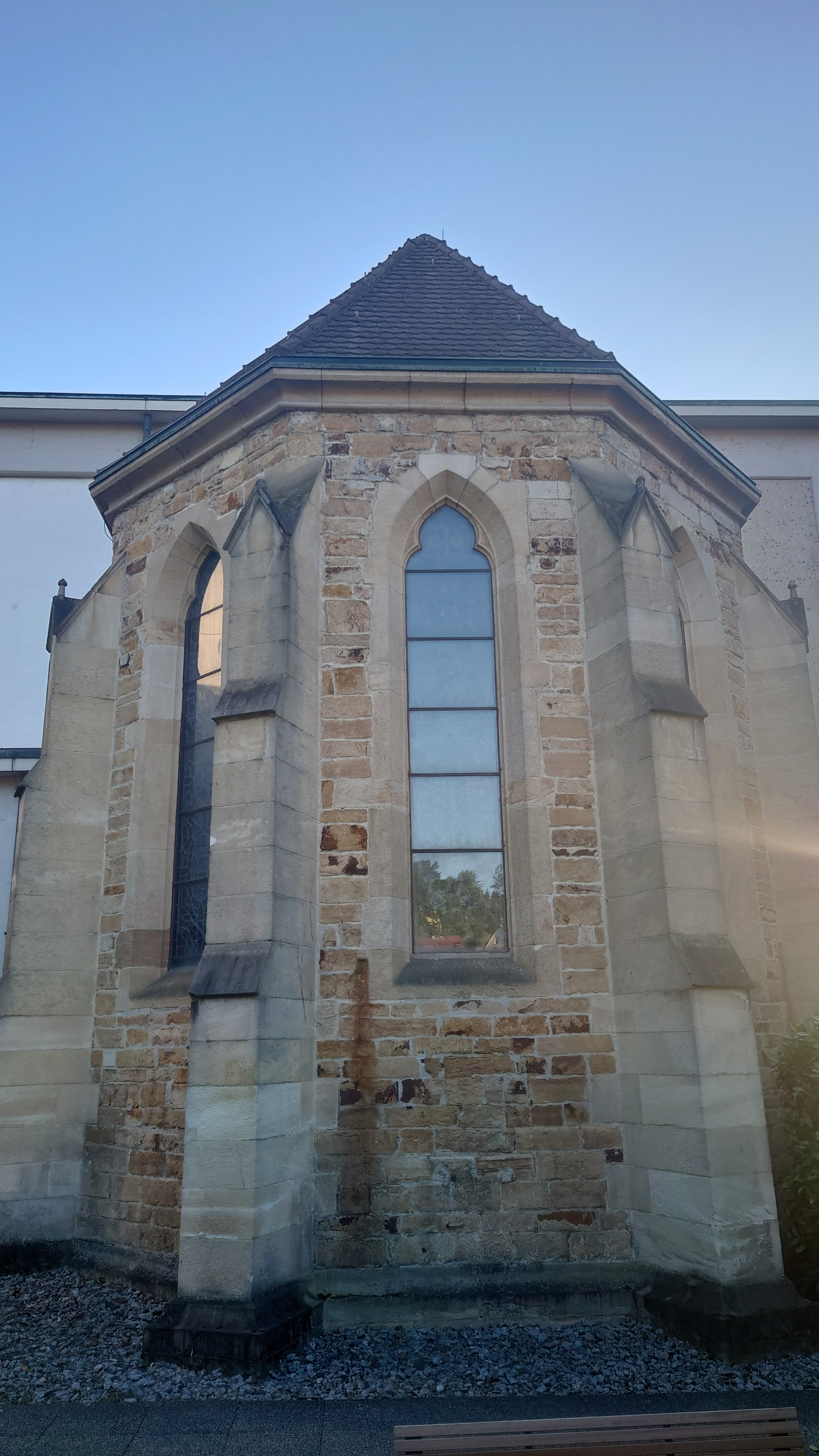
Gotischer Chor, Ostseite
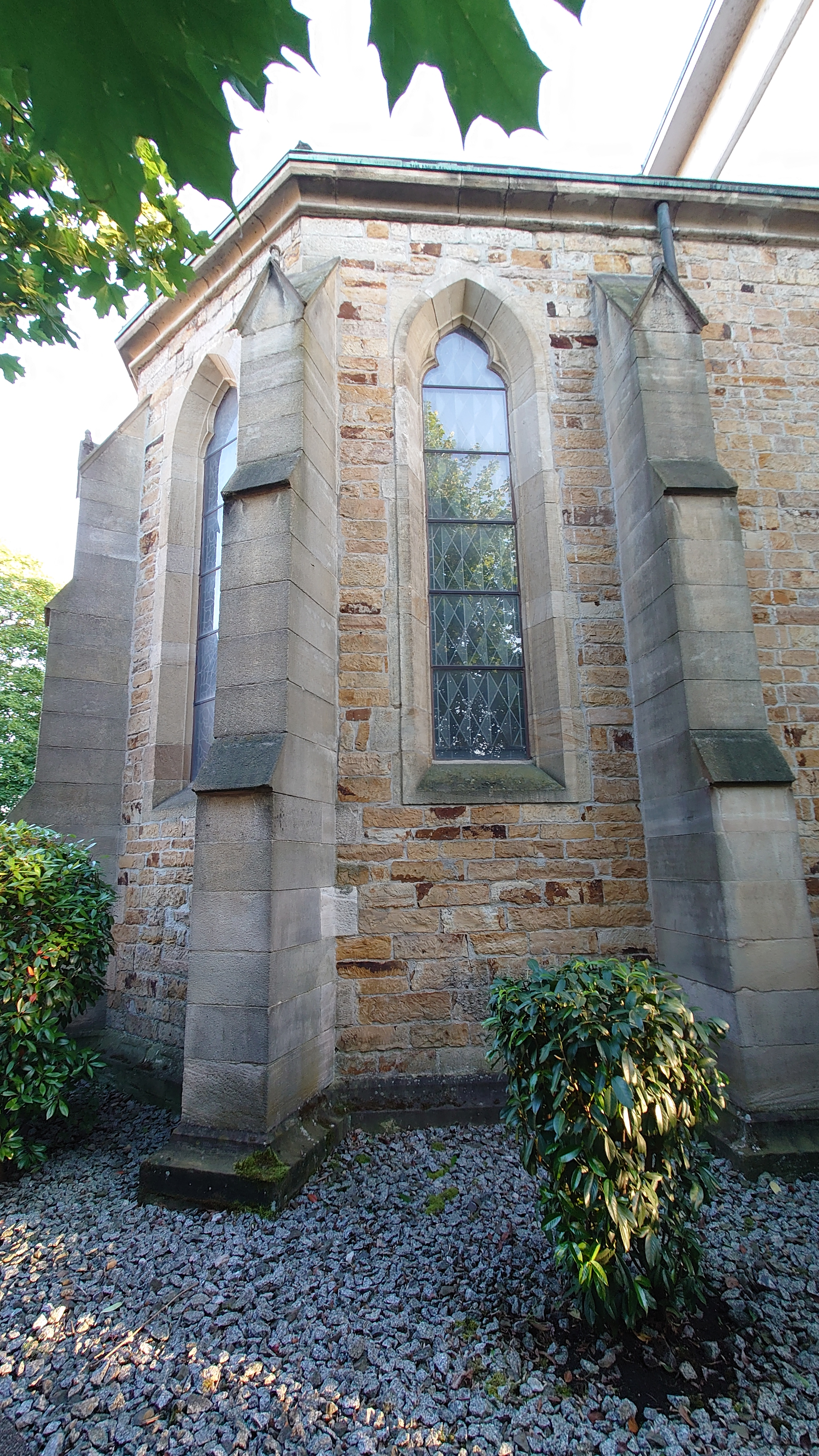
Gotischer Chor, Westseite
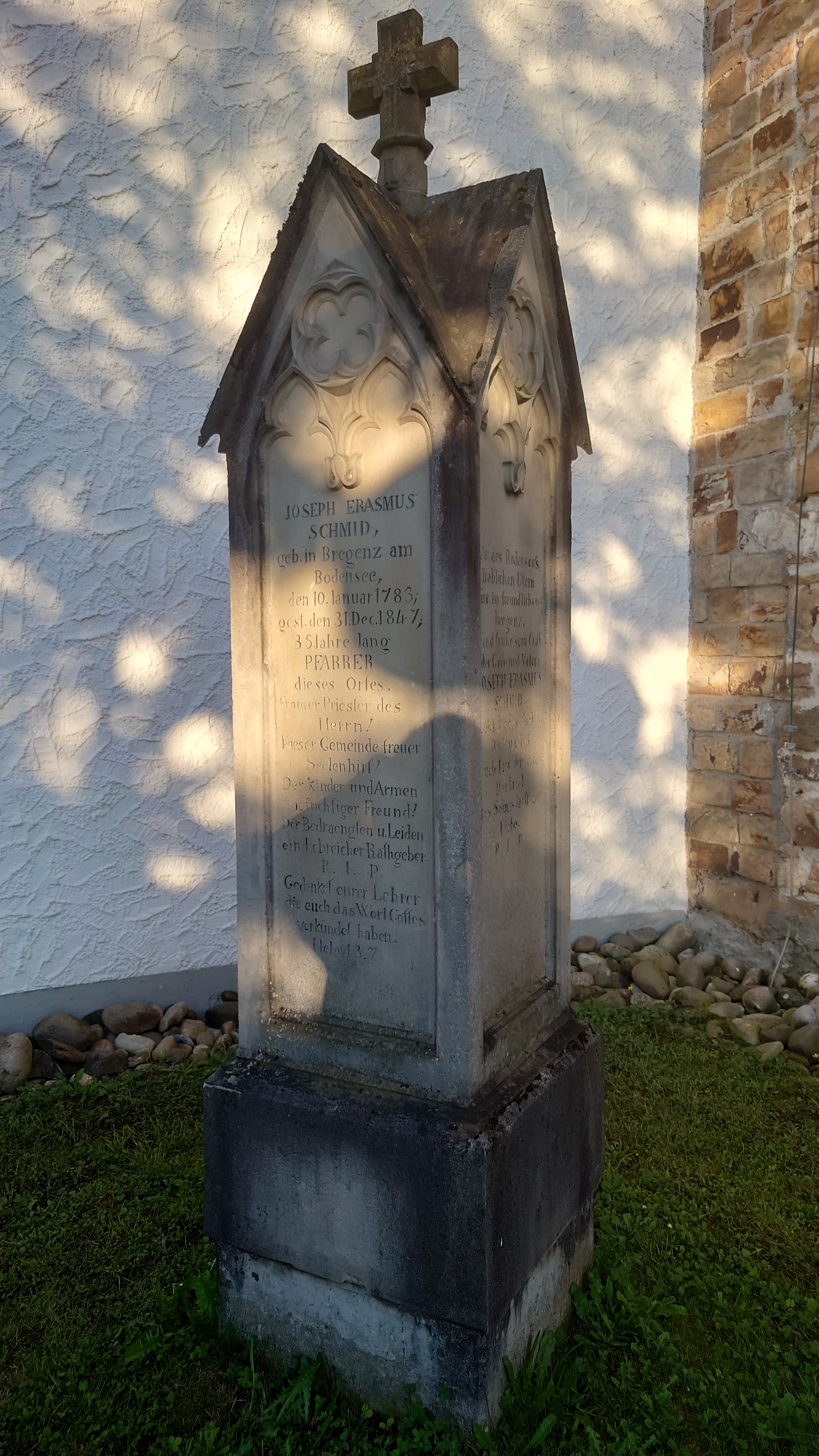
Grabstein des Pfarrers Erasmus Schmid an der Nordseite des alten Turmes

## Innenraum und Einrichtung

### Alter gotischer Chor (heute Sakramentskapelle)
Als Sakramentskapelle dient der Chorraum der alten Pfarrkirche. Er ist mit seinen gotischen Spitzbögen und den barocken Epitaphen der Familie von Wernau der älteste Teil des Kirchenraumes. Der Tabernakel, der 1960 vom Wernauer Bildhauer Paul Köhler mit dem Motiv der Brotvermehrung gestaltet wurde, ist auf dem Altar der früheren Kirche aufgesetzt.

#### Epitaphe der Familie Wernau
In die nördliche Seitenwand des Chores sind drei noch erhaltene Epitaphe der Familie von Wernau aus den Jahren 1658 bis 1663 eingelassen. Zentral das Grabmal von Anna Elisabeth von Wernau, einer geborenen Freiin von Freyberg und Eisenberg, der Frau von Veit Wolf von Wernau. Links und rechts daneben kleinere Epitaphe zweier ihre im Kindesalter verstorbenen Söhne Franz und Franz Rudolf. Sie zeigen neben den Wappen derer von Wernau und Freyberg die von Weichs und Rechberg.

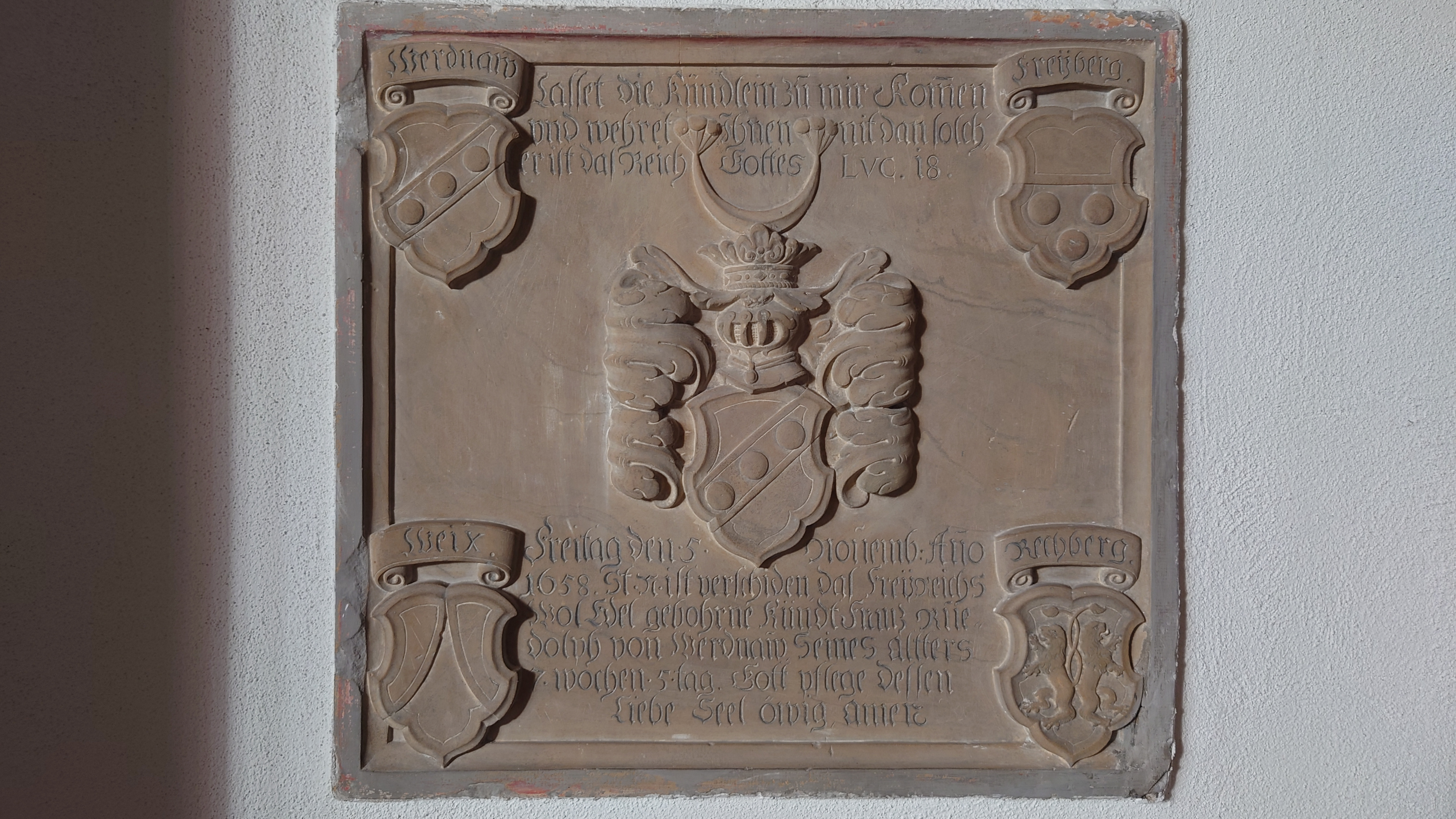
Epitaph Franz Rudolph von Wernau, gest. 5. November 1658
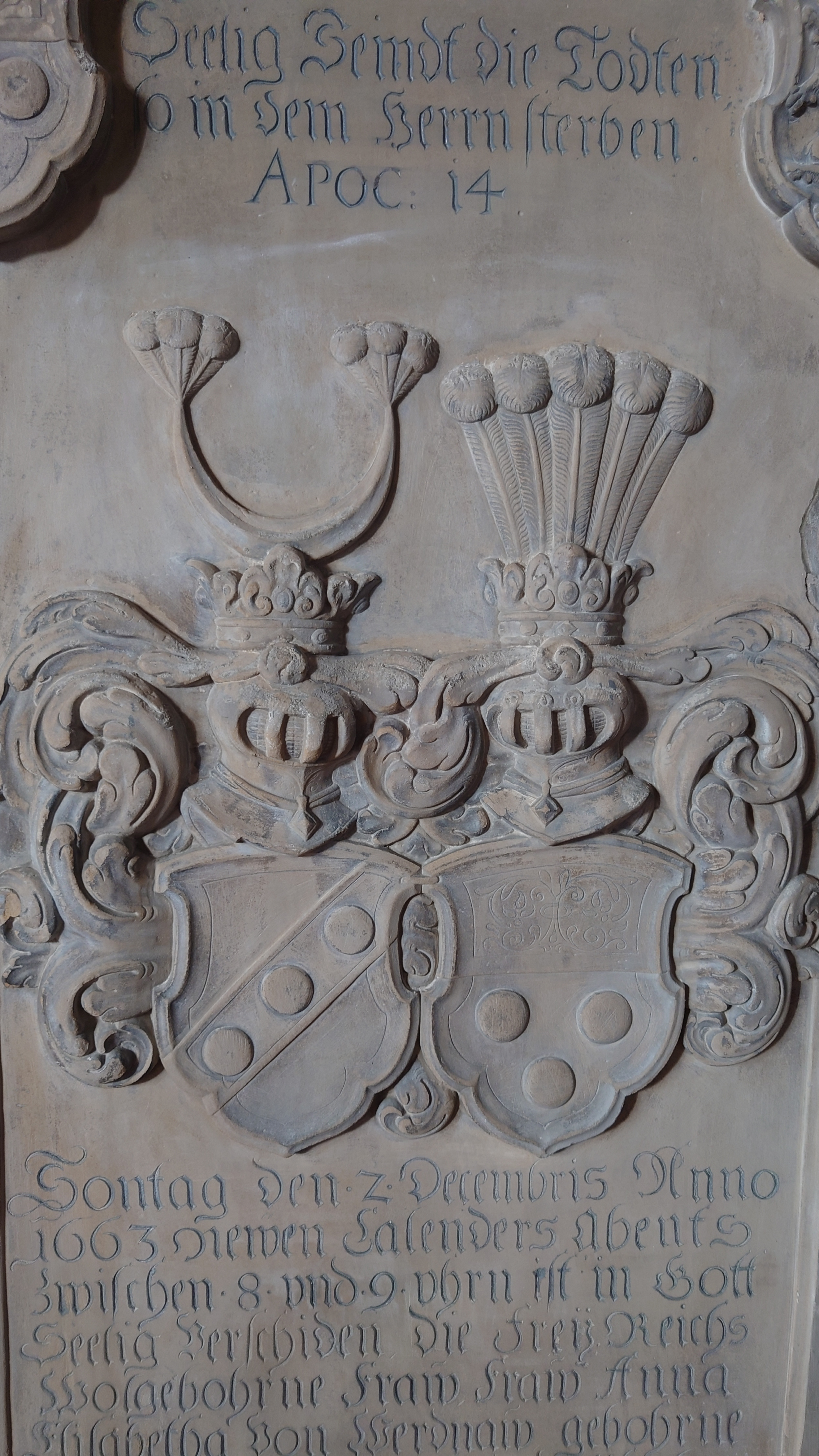
Epitaph Anna Elisabeth von Wernau, geb. Freiin von Freyberg und Eisenberg, gest. 2. Dezember 1663
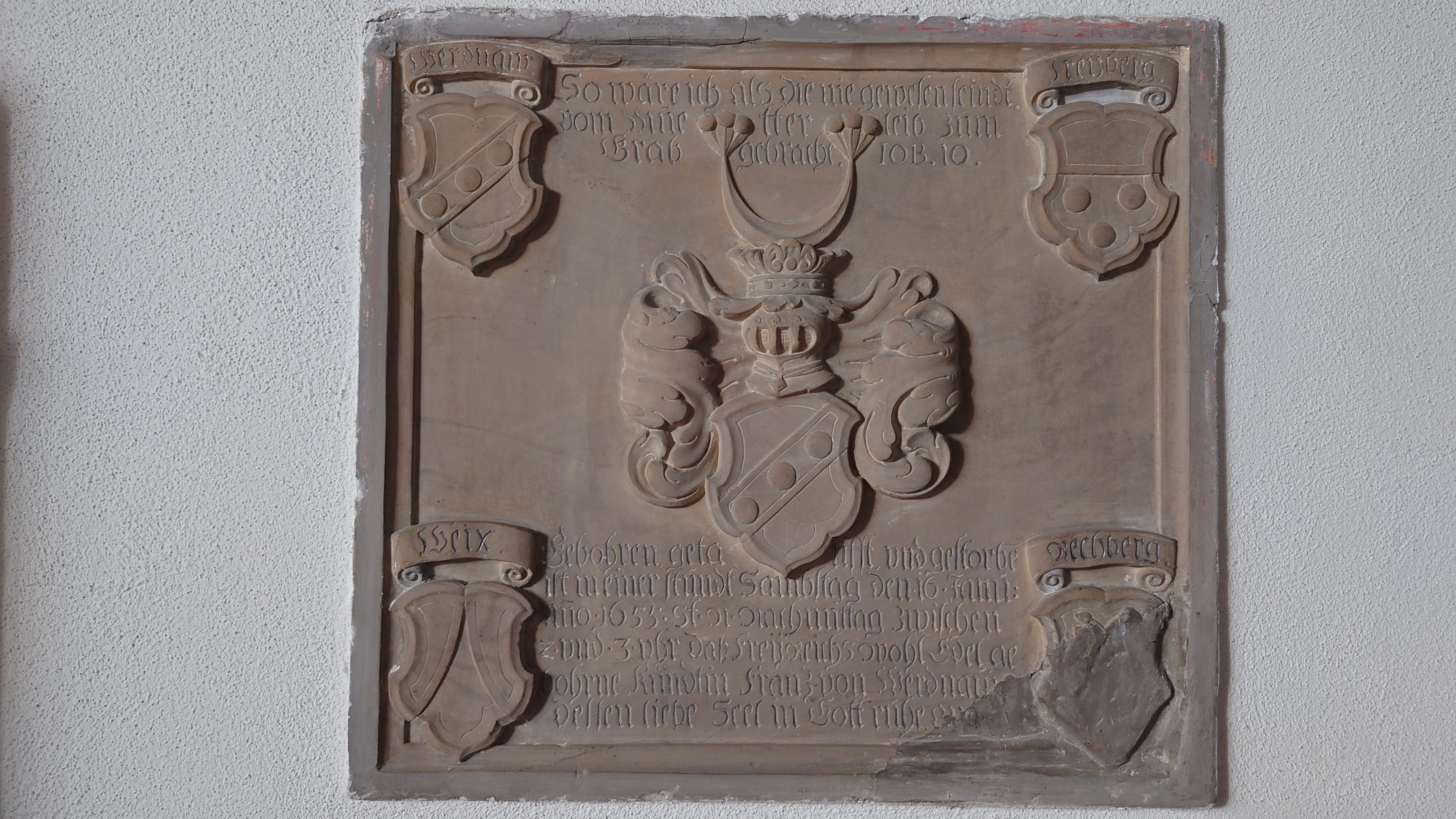
Epitaph Franz von Wernau, gestorben 16. Januar 1655

#### Glasfenster der Sakramentskapelle von Wilhelm Geyer
Die drei Hauptfenster (jeweils ca. 530 × 80 cm, Antikglas/Blei/Schwarzlot) stammen vom Künstler Wilhelm Geyer (1900–1968), einem der bedeutendsten Erneuerer und Wegbereiter christlich-religiöser Kunst des 20. Jahrhunderts. Seine Werke galten den Nationalsozialisten als „entartet“. Im Kriegsjahr 1941 schuf Geyer – angeregt und gefördert durch den damaligen Gemeindepfarrer Ernst Hofmann und dessen Eltern – diese Glaskunstfenster. Das von Pfarrer und Künstler in lebhaftem Austausch erarbeitete Bildprogramm mit dem Thema „Der Menschensohn“ zeigt zentrale Motive der Heilsgeschichte und bezeugt Jesus Christus, den Erlöser. Durch diese Stiftung war der im Jahre 1940 von der Gestapo verhaftet und misshandelte und danach aus seiner Pfarrgemeinde verbannte Pfarrer „auf eine originelle Weise doch immer in seiner Kirche präsent“.
|                | linkes Chorfenster | zentrales Chorfenster | rechtes Chorfenster                                                                                             |
| Spitzbogen     | Morgenstern | Taukreuz mit Sonne und Mond | Christusmonogramm                                                                                               |
| -------------- | --- | --- | --- |
| oben           | Erscheinung des Herrn vor den drei Weisen; (Mt 2,1–11 )                                                                           | Majestas Domini: Christus als Pantokrator in der Mandorla umgeben von Engeln mit Posaunen                                                                     | Heimfahrt des Kyrios in sein Reich beim Vater; Apg 1,10f                                                        |
| Mitte          | Bezeugung des Herrn nach der Taufe vor Johannes dem Täufer; Joh 1,32                                                              | Kreuzigungsgruppe mit Maria und Johannes unterm Kreuz sowie den beiden Schächern                                                                              | Christus und die Emmaus-Jünger; Lk 24,35                                                                        |
| unten          | Verklärung des Herrn auf dem Berge vor Petrus, Jakobus und Johannes im Beisein von Mose und Elija; 1,16-18 , Joh 1,1,1 , Joh 1,14 | Geißelung, Ecce homo und Kreuztragung | Auferstehung des Herrn, vor den Engeln auf dem weggewälzten Stein und in der Grabkammer; Mt 28,2.5 , Joh 20,1f. |
| Fuß des Bildes | | Widmung unterhalb des Passionsbildes mit Geißelung und Verurteilung durch Pilatus: „Stiftung der Pfarreltern und des Pfarrers im Exil Dr. Ernst Hofmann 1941“ | |

Bemerkenswert ist die zentrale Anordnung der drei Darstellungen Christi im mittleren Chorfenster in einer Steigerung von unten nach oben übereinandergesetzt: Jesus mit der Dornenkrone, darüber Jesus am Kreuz und als Hinweis auf die endzeitliche Wiederkunft das eschatologische Bildnis des Weltenrichters auf dem Regenbogen thronend.

### Neubau von 1960–1963

#### Orgel
26 Stufen führen zur Orgelempore. 1984 wurde die zweimanualige Orgel aus der Werkstatt von Peter Plum in Marbach am Neckar mit 2146 Pfeifen geweiht.

#### Chorraum
In der Mitte der Chorwand hängt das Kreuz, aufgesetzt auf den Grundstein von 1960. Im Zuge der Renovierung im Jahre 2006 wurde der ehemalige Opferaltar an der Chorwand abgebaut und aus seinem Stein ein neuer kleinerer Altar und das Ambo sowie der neue Weihwasserstein im Eingangsbereich in der gleichen ursprünglichen Formensprache gestaltet. Links vom Altar steht der historische Taufstein von 1766 mit der Osterkerze.

#### Altäre in den Seitenschiffen
Im linken Seitenschiff befindet sich mit einer spätgotischen Mondsichelmadonna aus dem 15. Jahrhundert das älteste Kunstwerk der Pfarrkirche, das dem Umfeld einer Werkstatt der Familie Syrlin zugeschrieben wird. Der Altar im rechten Seitenschiff ist dem heiligen Josef geweiht und ist mit einer Figur des Heiligen mit Jesuskind aus der Mitte des 17. Jahrhunderts ausgestattet. Diese Figur stammt vermutlich aus einem barocken Altar, der im Jahre 1663 in Auftrag gegeben wurde.

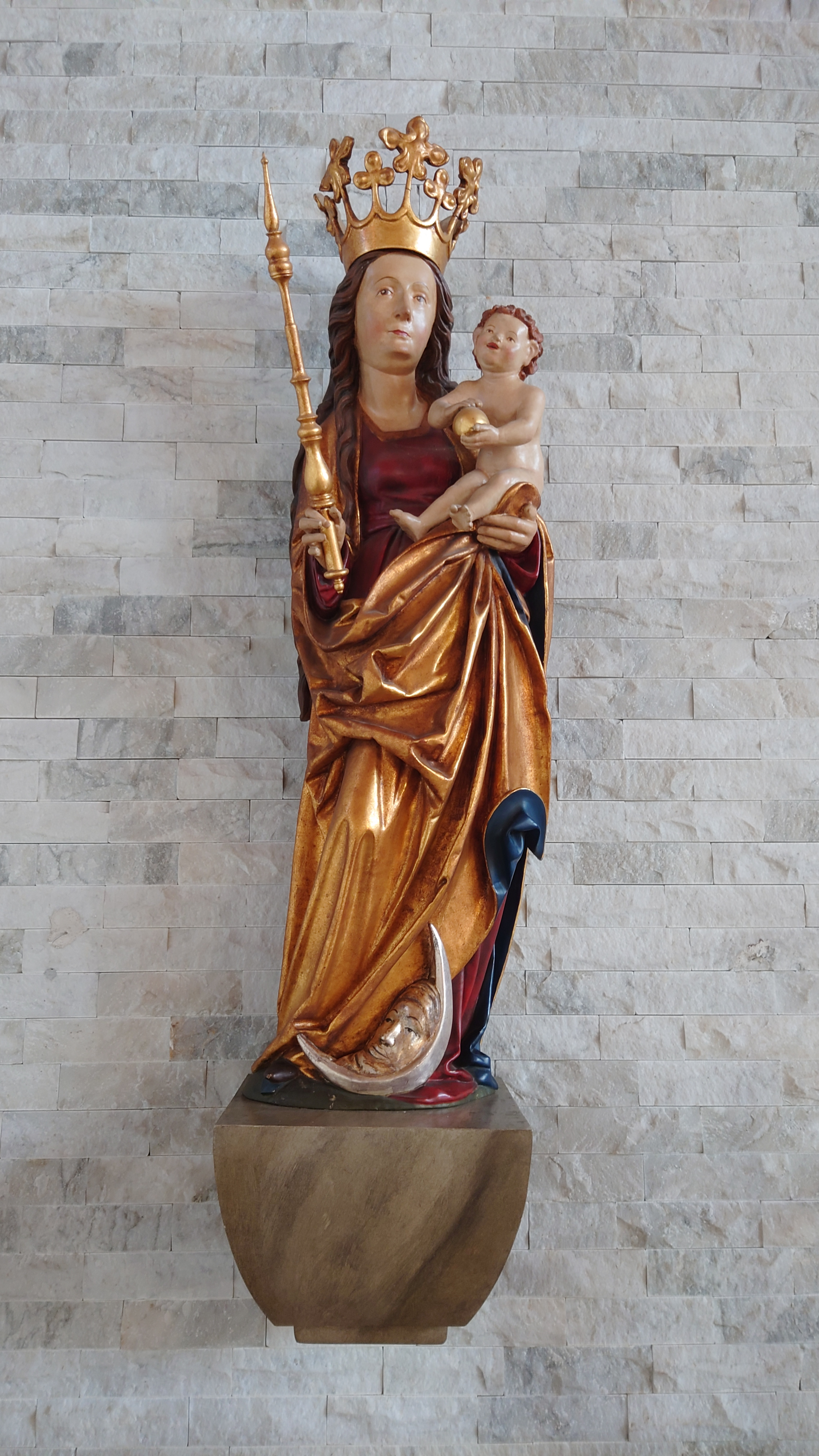
Spätgotische Mondsichelmadonna, der Syrlinschule zugeschrieben
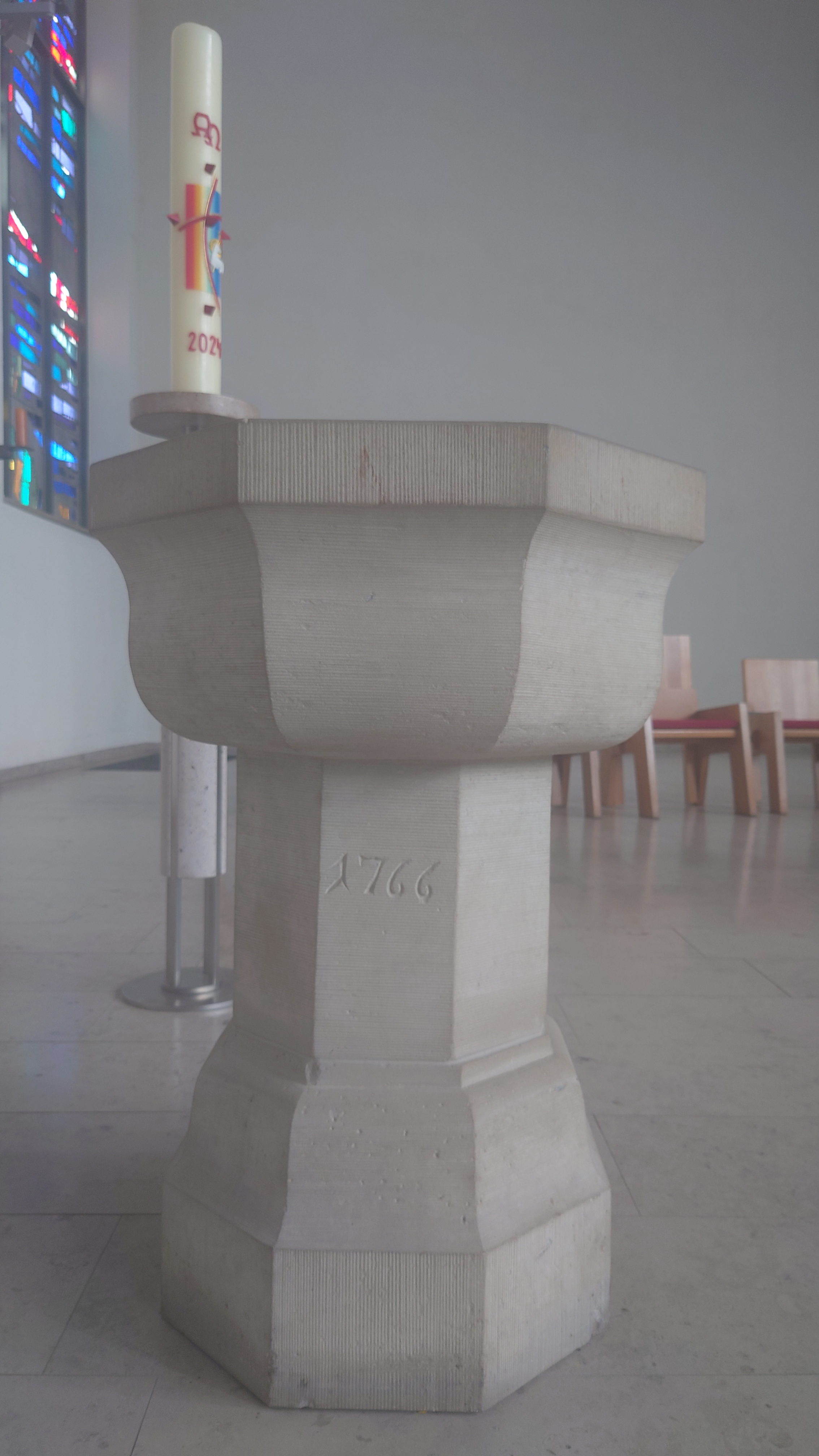
Barocker Taufstein von 1766
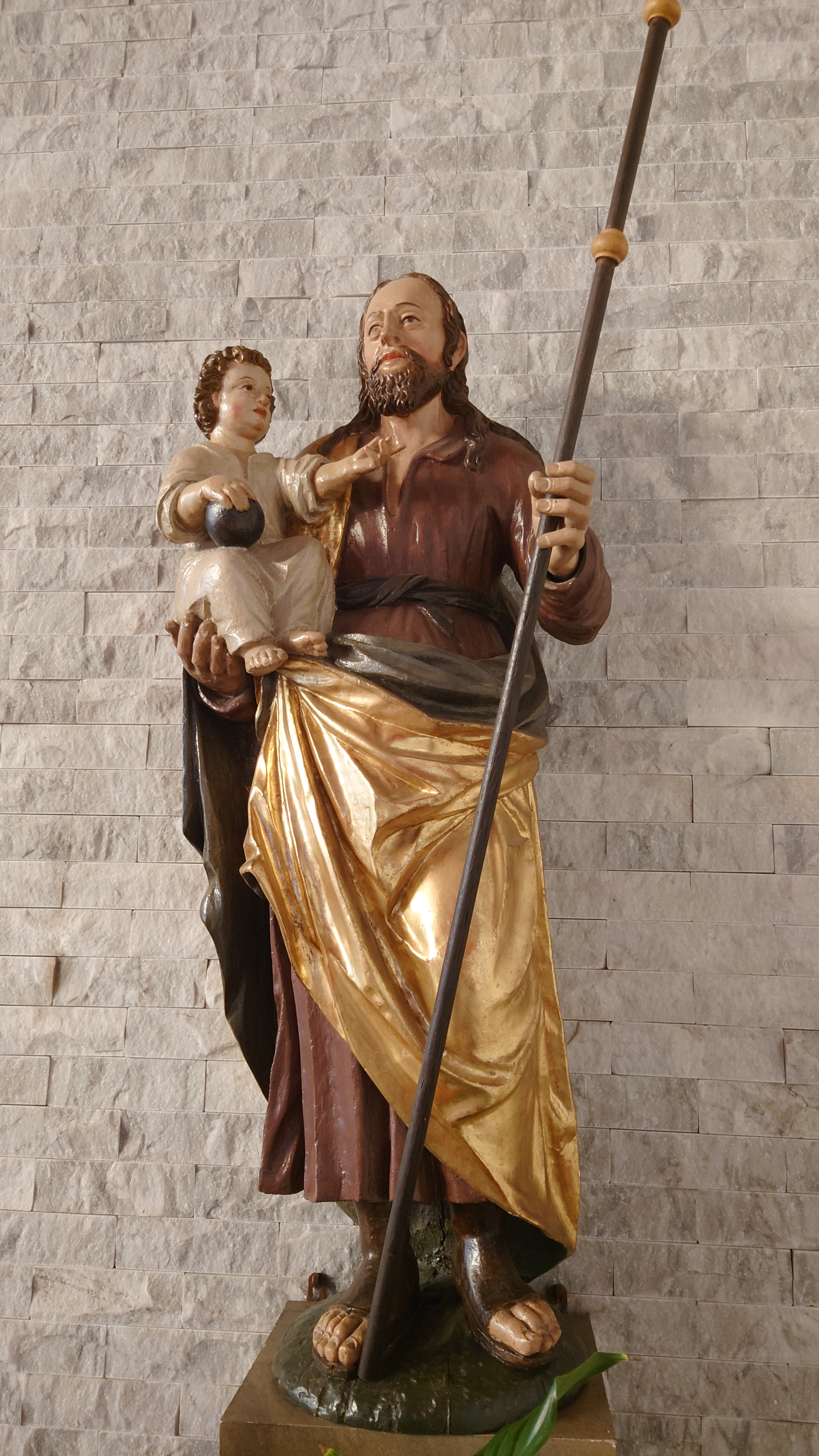
Hl. Josef mit Christuskind, um 1680
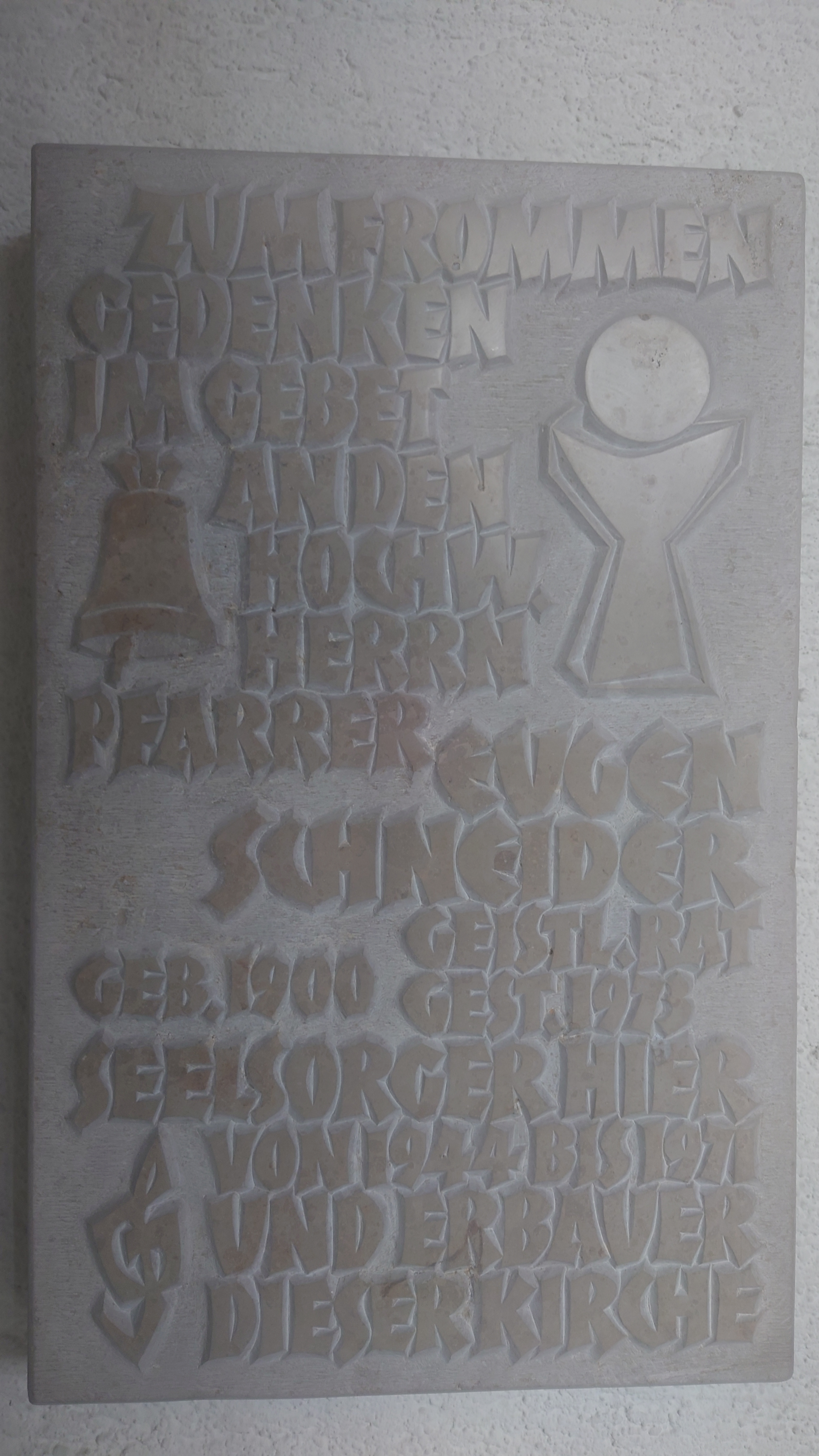
Erinnerungstafel an Pfarrer Eugen Schneider, Erbauer der neuen Erasmus-Kirche

#### Heiligenfiguren im Hauptschiff
An den linken Säulen des Hauptschiffes finden sich Figuren der Heiligen Erasmus, Franziskus, Antonius und Sebastian aus der 2. Hälfte des 19. Jahrhunderts, die aus der neugotischen Ausstattung der Vorgängerkirche erhalten sind.

#### Kirchenfenster
Die westliche Fensterfront mit seinen fünf Langhausfenstern ist das Werk des Stuttgarter Künstlers Otto Habel (1922–1996) und stellt Motive der Heilsgeschichte (Vertreibung aus dem Paradies, Opfer des Abraham, Verkündigung, wunderbare Brotvermehrung, Einsetzung des Abendmahls) dar.

#### Kreuzweg
Ebenso schuf der Künstler einen Kreuzweg mit 14 Stationen in Mosaiktechnik aus Schiefer-, Gold- und Silberplättchen.

## Glocken
Alle heutigen Glocken der Kirche stammen aus dem 20. Jahrhundert. Die älteren Glocken im Glockenstuhl das alten Turmes wurden zu Kriegszwecken eingeschmolzen, zuerst im Dreißigjährigen Krieg, später im Zweiten Weltkrieg.
Eines der schönsten und größten Glockengeläute in der Diözese Rottenburg-Stuttgart verdankt die Pfarrkirche ihrem Erbauer und langjährigen Seelsorger Pfarrer Eugen Schneider, der seinerzeit Glockensachverständiger der Diözese war. 1952 goss die Glockengießerei Kurtz aus Stuttgart sechs Glocken für St. Erasmus, und 1963 kamen noch die zwei größten von Bachert aus Heilbronn hinzu. Somit erklingen nun samstags um 17 Uhr zum Sonntag-Einläuten und an hohen Festtagen acht Glocken. Jede Glocke trägt einen Namen und einen Segensspruch.
Daten der Glocken:
1. Glocke: „Einheit im Glauben“, B°, Gewicht: 3323 kg, gegossen 1963 von Bachert in Heilbronn
2. Glocke: „Dreifaltigkeit“, des′, Gewicht: 2008 kg, gegossen 1963 von Bachert in Heilbronn
3. Glocke: „Hl. Josef“, es′, Gewicht: ca. 1300 kg, gegossen 1952 von Heinrich Kurtz in Stuttgart
4. Glocke: „Christkönig“, ges′, Gewicht: ca. 800 kg, gegossen: 1952 von Heinrich Kurtz in Stuttgart
5. Glocke: „Mariä Himmelfahrt“, as′, Gewicht: 544 kg, gegossen 1952 von Heinrich Kurtz in Stuttgart
6. Glocke: „Hl. Erasmus“, b′, Gewicht: 392 kg, gegossen 1952 von Heinrich Kurtz in Stuttgart
7. Glocke: „Erzengel Michael“/Totenglocke, des″, Gewicht: ca. 300 kg, gegossen 1952 von Heinrich Kurtz in Stuttgart
8. Glocke: „Franz von Assisi“, es″, Gewicht ca. 250 kg, gegossen 1952 von Heinrich Kurtz in Stuttgart

Tonfolge: B° des′ es′ ges′ as′ b′ des″ es″
Zur jeder Viertelstunde ertönt der Westminsterschlag.

## Umgebung
Eine weitere Besonderheit ist der Friedhof rings um die Kirche. An der Nordwestecke der Friedhofsmauer zum Pfauhausener Schloss gelegen sind zwei Steintafeln mit den Namen der Gefallenen aus dem Ersten Weltkrieg eingelassen. Zudem ist die Grabstätte zweier auswärtiger Soldaten aus dem Zweiten Weltkrieg erhalten.